# Polygonum acerosum
Polygonum acerosum är en slideväxtart som beskrevs av Carl Friedrich von Ledebour och Meissn.. Polygonum acerosum ingår i släktet trampörter, och familjen slideväxter. Inga underarter finns listade i Catalogue of Life.